# Glorious Purpose
"Glorious Purpose" (br/pt: "Glorioso Propósito") é o primeiro episódio da série de televisão estadunidense Loki, baseada no personagem homônimo da Marvel Comics. A trama segue uma versão alternativa de Loki, que criou uma nova linha do tempo durante os eventos de Avengers: Endgame (2019), quando ele é levado sob custódia para a misteriosa Autoridade de Variância Temporal (AVT). O episódio se passa no Universo Cinematográfico Marvel (UCM), dando continuidade aos filmes da franquia. Ele foi escrito pelo criador da série Michael Waldron e dirigido por Kate Herron.
Tom Hiddleston reprisa seu papel como Loki da série de filmes, com Gugu Mbatha-Raw, Wunmi Mosaku, Eugene Cordero, Tara Strong e Owen Wilson também estrelando o episódio. Waldron foi contratado em fevereiro de 2019 como o roteirista principal da série, com Herron entrando em agosto. As filmagens aconteceram no Pinewood Atlanta Studio e foram rodadas na área metropolitana de Atlanta.
"Glorious Purpose" foi lançado no serviço de streaming Disney+ em 9 de junho de 2021. O episódio tornou-se a estreia de série mais assistida do Disney+ e recebeu aclamação pela crítica especializada, com elogios em particular para a química de Hiddleston e Wilson juntos em tela.

## Enredo
Durante a Batalha de Nova York em 2012, Loki escapa com o Tesseract criando uma linha do tempo ramificada. Ele é rapidamente capturado por oficiais da Autoridade de Variância Temporal (AVT) e levado até a sede da organização, onde não consegue usar sua magia. É dito para Loki que a AVT mantém e protege uma única linha do tempo chamada de "Linha do Tempo Sagrada", que foi moldada pelos Guardiões do Tempo para evitar que uma guerra implodisse no multiverso entre diferentes linhas do tempo. Para fazer isso, eles "resetam" linhas do tempo ramificadas bem como as "variantes" que as causam.
Loki enfrenta um julgamento presidido pela juíza Ravonna Renslayer para responder por seus "crimes contra a Linha do Tempo Sagrada". No começo ele não leva o processo a sério, e até põe a culpa nos Vingadores, cujas próprias viagens no tempo o levaram a entrar em contato com o Tesseract ocasionando toda aquela situação. No entanto, Renslayer rejeita essas alegações explicando que as ações dos Vingadores seguiram o curso da Linha do Tempo Sagrada enquanto as de Loki não. Ela o considera culpado e o sentencia a ser resetado, mas o agente da AVT Mobius M. Mobius intervém, pois acha que essa variante de Loki poderia ser útil para eles. No Teatro do Tempo, Mobius questiona os erros passados de Loki e revisita momentos da vida de Loki, como sua derrota pelas mãos dos Vingadores. Loki diz que deseja governar para conseguir libertar seus supostos súditos do fardo de tomarem decisões erradas. Mobius questiona se Loki gosta de machucar os outros, mas Loki reclama do controle da AVT sobre a linha do tempo e insiste que ele tem o poder de fazer suas próprias escolhas. Mobius revela que no futuro pretendido de Loki, ele inadvertidamente causa a morte de sua mãe adotiva Frigga.
Loki tenta escapar do local até perceber que tanto o Tesseract quanto as outras Joias do Infinito são impotentes quando comparadas ao poder da AVT. Ele retorna ao Teatro do Tempo e assiste o resto de seu futuro pretendido, incluindo sua melhoria no relacionamento com seu irmão adotivo Thor, a morte de seu pai adotivo Odin, e sua própria morte nas mãos de Thanos. Loki percebe que não pode retornar à sua linha do tempo e admite a Mobius que machuca os outros porque ele é fraco e tenta manter a ilusão de controle. Por fim, ele concorda em ajudar Mobius a caçar o assassino de vários oficiais da AVT que está roubando a tecnologia que usam para resetar as linhas do tempo. Mobius revela que este fugitivo é na verdade outra variante de Loki.

## Produção

### Desenvolvimento
Em setembro de 2018, a Marvel Studios estava desenvolvendo uma série limitada estrelando o Loki de Tom Hiddleston dos filmes do Universo Cinematográfico Marvel (UCM). O desenvolvimento de Loki foi confirmado pelo então presidente da Disney, Bob Iger, em novembro do mesmo ano. Michael Waldron foi contratado como roteirista principal em fevereiro de 2019 e escreveu o primeiro episódio da série, com Kate Herron contratada para dirigir a série em agosto. Herron e Waldron agiram como produtores executivos ao lado de Hiddleston e Kevin Feige da Marvel Studios, Louis D'Esposito, Victoria Alonso e Stephen Broussard. O primeiro episódio recebeu o título de "Glorious Purpose".

### Roteiro
Waldron decidiu sugerir que Loki era o criminoso conhecido como D. B. Cooper como uma forma de homenagear uma teoria viral feita por fãs de que o personagem Don Draper da série Mad Men estava destinado a se tornar Cooper. Este momento também foi escolhido para fornecer um exemplo de um momento em que o público poderia ter pensado que a Autoridade de Variância Temporal (AVT) teria interferido em sua vida, mas não o fez.
Uma vez que esta versão de Loki não vivenciou os eventos retratados de Thor: The Dark World (2013) até Avengers: Infinity War (2018), Waldron sabia desde o início que esta versão do personagem iria experimentar esses eventos como uma forma de "lançá-lo em sua nova jornada igualmente gratificante, mas, espero, muito diferente". Encontrar os momentos de certeza que Loki testemunhou em sua vida foi "muito importante" para o processo criativo. Como parte da proposta de Herron para a Marvel, ela mencionou uma cena de Minority Report (2002) em que John Anderton vê uma projeção de sua esposa, como algo que Loki deveria experimentar. Ela sentiu que abordar a história de Loki dessa forma era "um aparato de contar histórias muito inteligente" e uma boa maneira de informar o público de sua história caso estivessem menos familiarizados com o personagem. Segundo Herron, incluir a morte de Frigga foi "um momento muito importante para ele ver" pois ela era "seu coração", enquanto Hiddleston sugeriu incluir Odin dizendo "Eu os amo, meus filhos". O objetivo também era mostrar Loki tendo "algumas vitórias e mostrar que ele tinha espaço para mudança e crescimento".
A revelação de que as Joias do Infinito não funcionam na AVT teve como objetivo estabelecer a organização como "o verdadeiro poder no universo", depois que as Joias foram anteriormente consideradas como o maior poder. Ao fazer isso, é estabelecido um "terreno completamente novo" para o UCM com "novas regras e novo poder".

### Elenco
O episódio é estrelado por Tom Hiddleston como Loki, Gugu Mbatha-Raw como Ravonna Renslayer, Wunmi Mosaku como a Caçadora B-15, Eugene Cordero como Casey, Tara Strong como a voz da Senhorita Minutos e Owen Wilson como Mobius M. Mobius. As participações especiais incluíram Derek Russo como Caçador U-92 e Josh Fadem no papel de Martin. Alguns personagens e atores adicionais do UCM fizeram aparições por meio de imagens de arquivo do filme Avengers: Endgame (2019) tais como Rene Russo como Frigga, Anthony Hopkins como Odin, Clark Gregg como Phil Coulson e Josh Brolin como Thanos.

### Filmagem
As filmagens aconteceram no Pinewood Atlanta Studios em Atlanta, na Geórgia, com direção de Herron, e Autumn Durald Arkapaw servindo como diretor de fotografia. As filmagens tiveram lugar na área metropolitana de Atlanta, incluindo o Atlanta Marriott Marquis, que foi usado para a sede da AVT.
A sequência de abertura do episódio contou com filmagens de Avengers: Endgame, com Herron usando diferentes tomadas e ângulos de filmagem que não estavam presentes no filme dirigido pelos irmãos Anthony e Joe Russo, bem como inserindo material inédito, como o Loki acenando para o Hulk no elevador. Herron optou por criar a sequência dessa forma no intuito de que captasse melhor o ponto de vista de Loki, enquanto ainda mantinha uma cadência familiar para o público, lembrando-a do ponto de vista empregado no longa-metragem Rashômon (1950). Ao incorporar filmagens de filmes anteriores do UCM destacando a vida de Loki, Herron estava consciente de não fazer algo como um clip show, mas sim "uma peça de sua vida". Durante o flashback do D. B. Cooper, Herron mudou o aspecto da cena para tela inteira já que era um "grande momento cinematográfico" nunca antes visto. Um efeito prático foi utilizado no cenário que surge quando Loki e Mobius saem do elevador e caminham por um longo corredor para que Herron e Arkapaw filmassem longas tomadas. Herron sentiu que criar o set desta forma deu um "nível de realidade" para a AVT fazendo-a  "parecer um espaço real e vivo".

### Animação e efeitos visuais
A Titmouse Inc. foi a empresa responsável por animar o vídeo informativo da Senhorita Minutos, com Herron preferindo que fosse utilizada uma animação desenhada à mão, uma vez que era um estilo que não era mais usado com frequência. O vídeo foi inspirado no desenho animado do Sr. DNA em Jurassic Park (1993) e também nos anúncios de serviço público de "todas as eras" que inspiraram Herron. Os comentaristas notaram que algumas inspirações da animação incluíram anúncios de serviço público dos anos 1950 da indústria automobilística (o vídeo da Senhorita Minutos começa de forma semelhante ao Magic Highway U.S.A. do Walt Disney, embora tenha desenhos de personagens, tom e estilo de narração semelhantes ao vídeo promocional Your Safety First, feito pela Automobile Manufacturers of America); os documentários espaciais da Disney dos anos 1950 criados por Ward Kimball; a pioneira animação "moderna de meados do século" lançada pelo estúdio United Productions of America e os desenhos da Warner Bros. Cartoons Merrie Melodies e Duck Dodgers in the 24½th Century (1953).
Os efeitos visuais para o episódio foram criados pelo Method Studios, Lola Visual Effects, FuseFX, Crafty Apes, Cantina Creative, Industrial Light & Magic (que também auxiliou na animação), Luma Pictures e Rise.

## Divulgação
Após o lançamento do episódio, a Marvel anunciou a criação de mercadorias inspiradas no episódio como parte de sua promoção semanal, a Marvel Must Haves, feita para cada episódio da série, incluindo bonecos Funko Pops, roupas, acessórios, um romance para jovens adultos intitulado Loki: Where Mischief Lies e pôsteres. As mercadorias tiveram como tema a AVT e os personagens Mobius e Senhorita Minutos. A Marvel também lançou um pôster promocional de "Glorious Purpose" apresentando uma citação do episódio.

## Lançamento
"Glorious Purpose" foi lançado no serviço de streaming Disney+ em 9 de junho de 2021.

## Recepção

### Audiência
Bob Chapek, o presidente da Disney, anunciou que "Glorious Purpose" foi a estreia de série mais assistida do serviço de streaming em sua semana de abertura. O aplicativo de rastreamento de espectadores Samba TV, que consegue medir pelo menos cinco minutos de audiência em TVs smart em 3 milhões de residências, relatou que "Glorious Purpose" foi a estreia de série da Marvel mais assistida no Disney+ em seu primeiro dia nos Estados Unidos, com 890.000 lares assistindo ao episódio. Este número superou o da estreia de WandaVision (759.000 lares) e The Falcon and the Winter Soldier (655.000).

### Resposta da crítica
O site agregador de críticas Rotten Tomatoes relatou um índice de aprovação de 97% com uma pontuação média de 7.74/10 com base em 32 resenhas. O consenso crítico do site diz: "Embora "Glorious Purpose" carregue o fardo de uma enorme quantidade de exposição, não há como negar a alegria da química emergente de Tom Hiddleston e Owen Wilson."
Caroline Siede, escrevendo para o The A.V. Club, deu nota "A–" para "Glorious Purpose" e sentiu que a série seria "um inferno de um passeio divertido", destacando o humor do episódio, que rendeu brincadeiras melhores do que as "tentativas tensas" em The Falcon and the Winter Soldier. Embora não houvesse muito na história, já que grande parte dela era expositiva, e particularmente clipes de filmes anteriores do UCM, Siede nunca se sentiu como se o episódio se arrastasse, já que "parte da diversão está em assistir a franquia revisitando-a e mais uma vez contextualizando seu próprio passado". Ela achou que a estreia foi "uma espécie do melhor banquete estilo Marvel", combinando "a construção tátil de Guardians of the Galaxy com o humor excêntrico de Ant-Man e as reflexões cruas do personagem como em Iron Man 3". Alan Sepinwall, da Rolling Stone, sentiu que a estreia "definitivamente luta às vezes para arcar com o fardo de tudo o que o roteirista Michael Waldron e a diretora Kate Herron estão tentando realizar", embora as performances de Hiddleston e Wilson ajudem a evitar que o episódio "desmorone sob o peso de toda a exposição necessária". Em linhas gerais, ele concluiu que "Glorious Purpose" é "um ponto de partida tão bom quanto qualquer outro para a primeira aventura de Loki como um protagonista do UCM" e acreditou que a série estava "começando a ser mais divertida e estranha" do que os episódios de The Falcon and the Winter Soldier.
Analisando o episódio para o IGN, Siddhant Adlakha sentiu que o episódio teve "uma série de risos e conceitos divertidos, [contudo] foi um onde o drama nem sempre se encaixa perfeitamente". Adlakha gostou do "clássico ato de dois homens" de Hiddleston e Wilson, mas sentiu que os segmentos dramáticos que interromperam suas brincadeiras eram "muito menos convincentes" e fizeram o episódio parecer um clip show. Elogios também foram feitos à música composta por Holt que "adiciona uma sensação de estranheza e possibilidade" ao estilo de produção de Kasra Farahani, com Adlakha dando para "Glorious Purpose" nota 7 de 10. Em sua recapitulação do episódio para a Entertainment Weekly, Lauren Morgan disse: "o primeiro episódio mostra que ainda há muita vida em Loki e a nova série do Disney+ promete examinar aspectos do Deus da Trapaça que nunca vimos nos filmes". Ela acreditou que Hiddleston estava "tendo uma explosão" no papel e o emparelhamento dele com Wilson foi "nada menos que inspirado", já que ela nunca sentiu certeza de quem tinha a vantagem ou estava dizendo a verdade em suas trocas de diálogos. Além disso, Morgan descreveu a AVT como um "banquete visual".